# Gabriel Vahanian

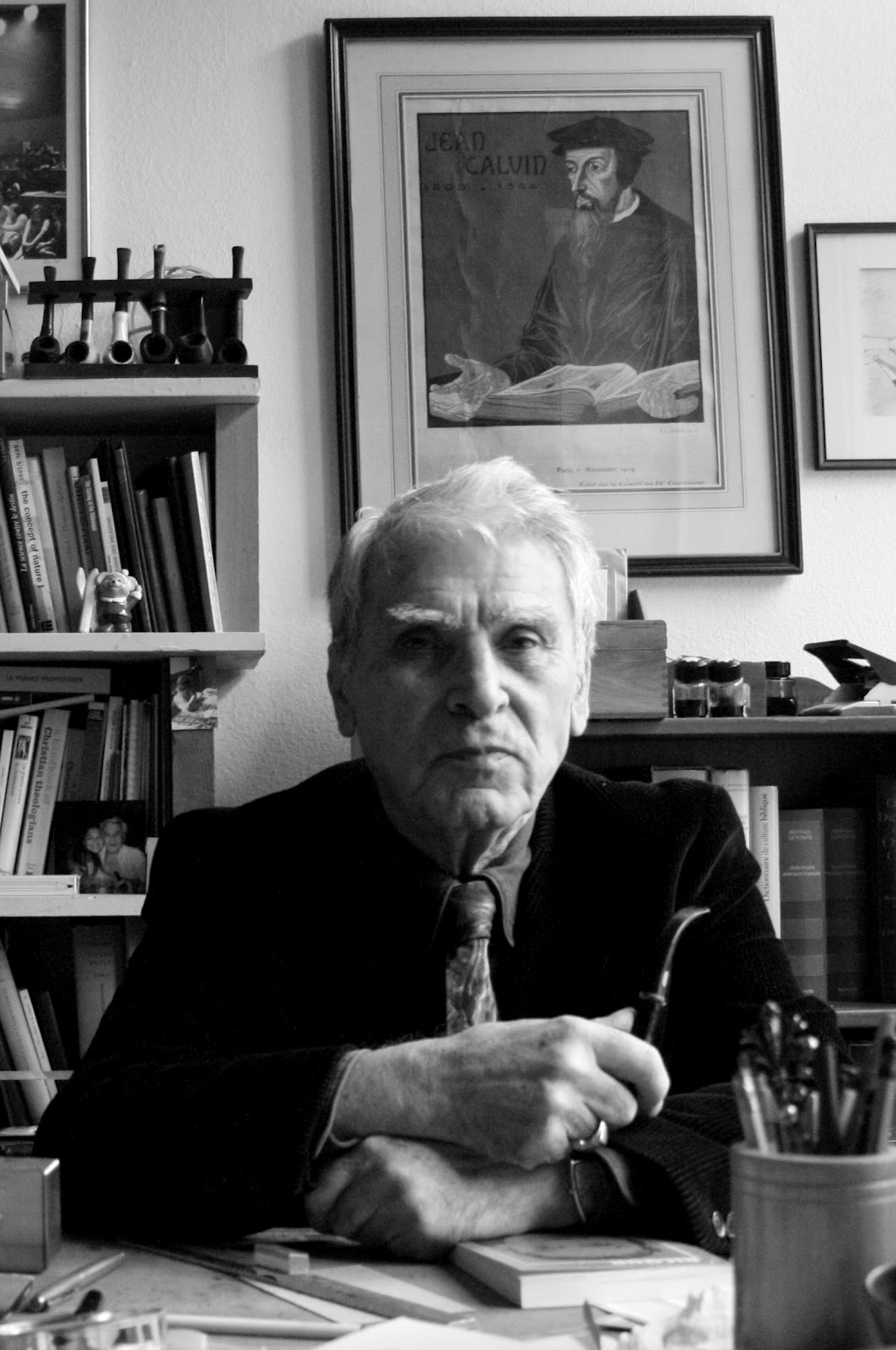
Gabriel Vahanian, Foto von Emmanuelle François

Gabriel Vahanian (* 24. Januar 1927 in Marseille; † 30. August 2012 in Straßburg) war ein französischer protestantischer Theologe und Autor. Er ist bekannt als ein Vertreter der Gott-ist-tot-Theologie.

## Leben
Vahanian, dessen Eltern aus Armenien stammten, machte seinen Schulabschluss 1945 in Valence und studierte anschließend an der École pratique des hautes études und am Institut protestant de théologie in Paris und später am Princeton Theological Seminary, wo er 1950 seinen Master of Theology und 1958 seinen Ph.D. erlangte. Als Hochschullehrer lehrte er von 1961 bis 1984 an der Syracuse University in New York und danach an der Universität Straßburg, wo er 1995 emeritiert wurde.
Sein erstes Buch The Death of God: The Culture of Our Post-Christian Era von 1961 wurde von Rudolf Bultmann als Meilenstein der Religionskritik gewürdigt. In den 1960er Jahren kam es zu internationalen Debatten mit weiteren christlichen Theologen wie Harvey Cox, Paul van Buren, William Hamilton, Thomas Jonathan Jackson Altizer und dem Rabbiner Richard Rubenstein in diesem Themenbereich.

## Werke (Auswahl)
- 1961: The Death of God: The Culture of Our Post-Christian Era, New York, George Braziller
  - Kultur ohne Gott? Analysen und Thesen zur nachchristlichen Ära. Vandenhoeck und Ruprecht, Göttingen 1973.
- 1964: Wait Without Idols, New York: George Braziller
- 1966: No Other God, New York: George Braziller
- 1977: God and Utopia: The Church in a Technological Civilization, New York: Seabury Press, ISBN 0816403554
- 1992: L’utopie chrétienne, Paris: Desclée de Brouwer, ISBN 2220032442
- 1996: La foi, une fois pour toutes: méditations kierkegaardiennes, Genf: Labor et Fides, ISBN 2830908368
- 2002: Anonymous God: An Essay on Not Dreading Words, Aurora: Davies Group, ISBN 1888570571
- 2004: Tillich and the New Religious Paradigm, Aurora: Davies Group, ISBN 1888570628